# Tepuihyla warreni
Tepuihyla warreni es una especie de anfibios de la familia Hylidae.
Es endémica de la vertiente norte del monte Roraima y las laderas del Monte Ayanganna en el escudo Guayanés, desde el nivel del mar hasta los 1480-1550 m. Su distribución es poco conocida y podría ser bastante mayor.